# Платов, Всеволод Николаевич
Всеволод Николаевич Платов (5 июля 1929, Москва — 12 октября 2004, Москва) — советский и российский актёр театра и кино.

## Биография
Родился 5 июля 1929 года в Москве.
Работал в Театре на Малой Бронной.
Скончался 12 октября 2004 года в Москве на 76-м году жизни. Кремирован, урна с прахом захоронена в колумбарии Новодевичьего кладбища.

### Личная жизнь
Первая жена — актриса и театральный педагог Юнона Ильинична Карева (урождённая Фрейдман, 1933—2013).

## Награды
- «Заслуженный артист РСФСР» (1980).

## Фильмография

### Актёрские работы
1. 1955 — В квадрате 45
2. 1956 — Вольница
3. 1961 — Балтийское небо
4. 1964 — Голубая чашка
5. 1964 — Свет далёкой звезды
6. 1969 — Комендант Лаутербурга — Пигарев
7. 1970 — Море в огне
8. 1971 — Ночь на 14-й параллели
9. 1972 — Вашингтонский корреспондент — Барни Эйпхардт
10. 1973 — Следствие ведут ЗнаТоКи. Свидетель (Дело № 9) — Платонов
11. 1973 — Великое противостояние
12. 1974 — Пётр Мартынович и годы большой жизни
13. 1975 — Страницы журнала Печорина
14. 1976 — Спроси себя — адвокат
15. 1977 — Воскресная ночь
16. 1978 — Обочина — Николай Николаевич, приятель Воловича
17. 1979 — Встреча в конце зимы
18. 1979 — Утренний обход — Александр Николаевич, пациент с инфарктом
19. 1979 — Точка отсчёта
20. 1980 — Тайна Эдвина Друда
21. 1981 — Люди на болоте
22. 1981 — В начале игры
23. 1982 — Давай поженимся
24. 1982 — Смерть на взлёте
25. 1982 — Дыхание грозы
26. 1984 — Приходи свободным— казачий атаман
27. 1985 — Контрудар
28. 1985 — Мой избранник
29. 1986 — Равняется четырём Франциям
30. 1987 — Пожелание успеха
31. 1987 — Катенька
32. 1988 — Артистка из Грибова
33. 1989 — Романтик — Матвей Сафронович
34. 1989 — Высокая кровь
35. 1991 — Взбесившийся автобус
36. 1991 — …Цензуру к памяти не допускаю
37. 1992 — Свободная зона
38. 1992 — Без улик
39. 1993 — Чёрный аист
40. 1994 — Петербургские тайны — тюремный доктор